# Pietro Antoniani
Pietro Antoniani (Milão, 1740 c. - 1805) foi um pintor italiano, principalmente de paisagens marítimas, muitas vezes animado com figuras, mas também com temas históricos.

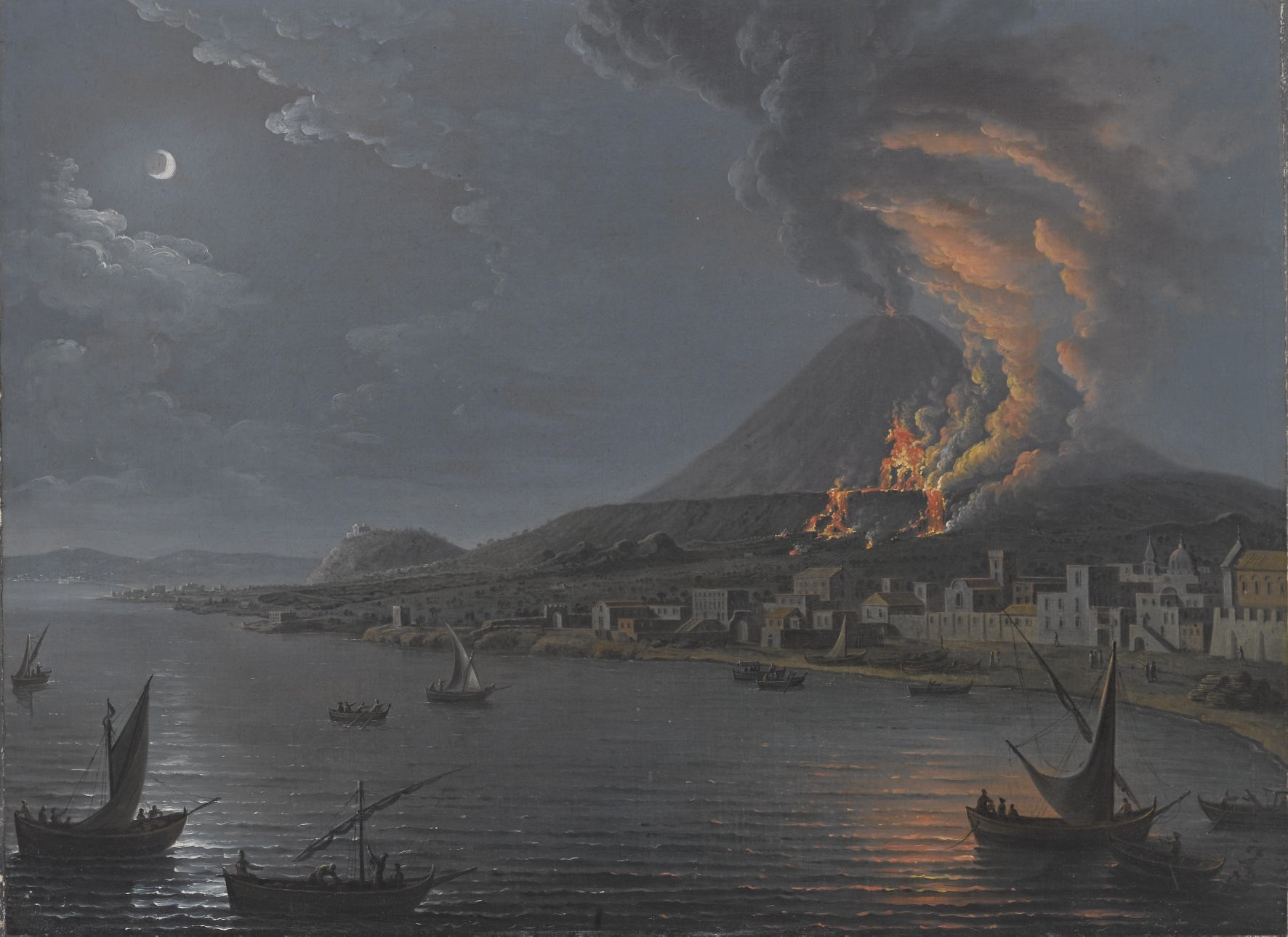
Erupção do Vesúvio vista de Torre del Greco

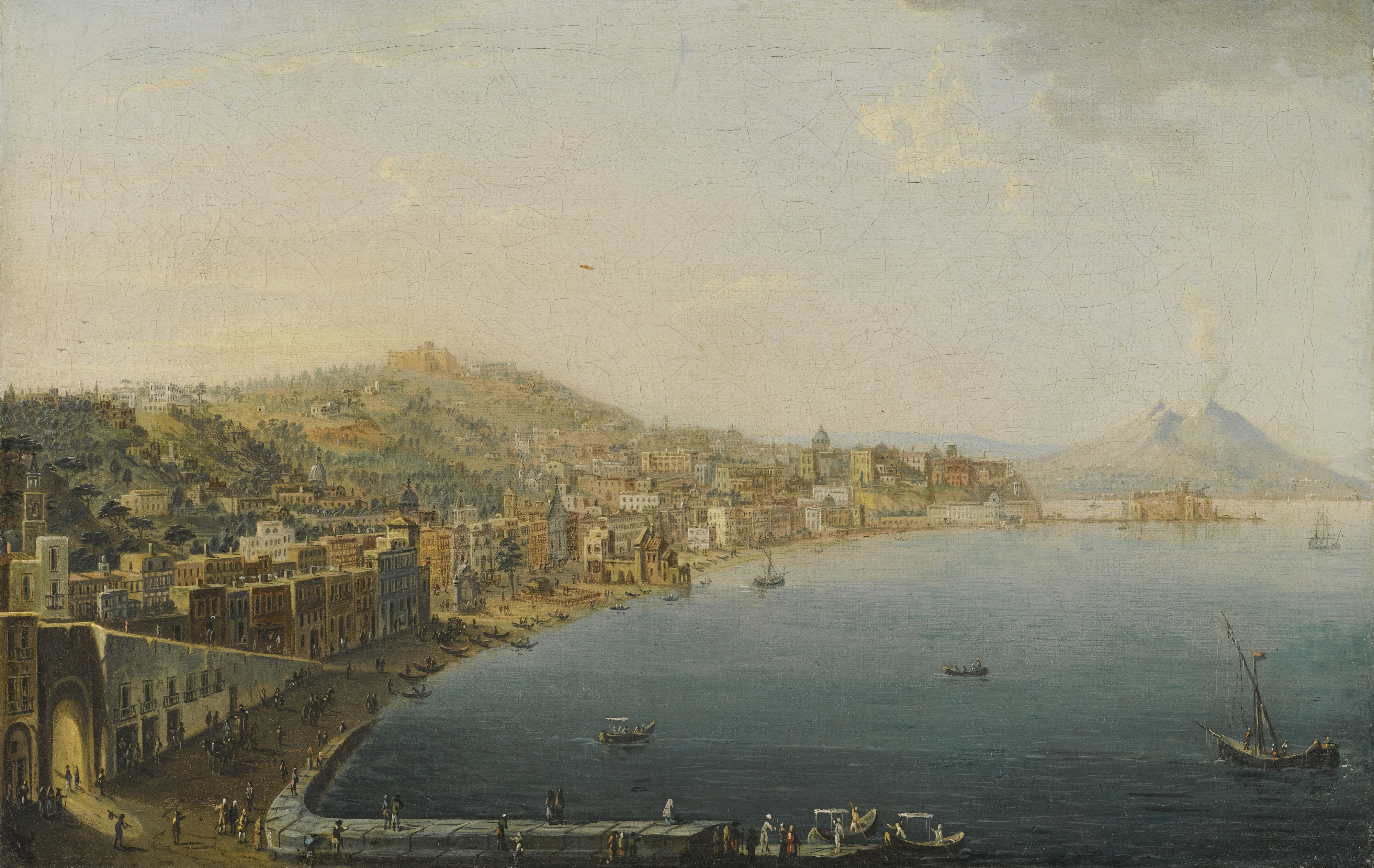
Vista da costa de Chiaia a partir do convento de San Antonio.

## Biografia
Sua pintura é atraente para os gostos britânicos, representando erupções vulcânicas exóticas do Vesúvio, um assunto popular para o artista, que foi comparado à Giacinto Gigante. Ele provavelmente foi aluno de Jacob Philipp Hackert e precursor da Escola de Posillipo.